# Financement de la croissance
L'impact économique du recours à l'un ou l'autre des quatre processus privés du financement de la croissance a différé selon les époques et les secteurs industriels, en fonction de la fiscalité, des priorités patrimoniales de court terme des actionnaires, des perspectives de croissance de la demande finale, ou encore du degré d'avancement de la culture de la Bourse et du capital-risque.
L'intériorisation des bénéfices et les augmentations de capital, stratégies audacieuses basées sur la projection dans l'avenir, ont eu tendance à progresser aux mêmes époques et dans les mêmes secteurs industriels, sur fond de forte croissance ou même de bouleversement technologique.
L'autofinancement et l'endettement correspondent au contraire au même désir de conserver le contrôle du capital d'une société, ou de ne pas diluer sa rentabilité par la création de nouvelles actions. Leur logique répond à une stratégie patrimoniale plus axée sur le court terme.
L'autofinancement limite les capitaux propres de l'entreprise et donc sa capacité d'endettement, car les banquiers ne prêtent qu'en fonction des capitaux propres. Il peut cependant s'avérer un garde-fou aux excès d'endettement, par exemple pour une entreprise familiale, dont les héritiers sont plus soucieux d'éviter le risque de faillite, pour des raisons affectives, que les simples investisseurs extérieurs.

## L'intériorisation des bénéfices
L’intériorisation des bénéfices consiste à augmenter les dépenses de recherche, embaucher, ou baisser les prix de vente, afin de gagner des parts de marché, stimuler la croissance d'une nouvelle industrie, ou même combiner les deux, les parts de marché étant plus faciles à gagner dans un secteur qui s'agrandit ou se renouvelle. 
L’entreprise réalise peu ou pas de bénéfice, voire affiche des pertes. Mais elle grandit, et son cours de bourse peut progressivement anticiper cette croissance. Les actionnaires qui n’y croient pas vendent leurs actions à ceux qui y croient. C’est la méthode utilisée par beaucoup de sociétés américaines high-tech cotées sur le Nasdaq dans les années 1990. Même les plus rentables, comme Microsoft, n’ont pas distribué de dividende pendant des décennies, la hausse exponentielle du cours de Bourse suffisant aux actionnaires. 
En 2000, les investissements en technologie de l'information représentaient aux États-Unis la moitié du total des investissements et 5 % du PIB. En Europe, ils ne pesaient que 2,9 % du PIB et 28 % du total des investissements, soit deux fois moins, selon l'économiste Patrick Artus ( Le capitalisme est en train de s'auto-détruire, La Découverte, page 43). L'intériorisation des bénéfices nécessite cependant la confiance du marché boursier, qui doit croire à la technologie développée ou à la croissance future de l'économie, procurant aux produits de l'entreprise une demande durablement solvable.
L'intériorisation des bénéfices s'est manifestée dès la révolution industrielle menée par les premiers entrepreneurs du coton britannique. De 1770 à 1830, une série d'inventions dans le filage et le tissage a entrainé la multiplication par 50 des importations britanniques de coton brut, grâce aux gains de productivité. La demande a fait flamber les cours du coton brut, mais les industriels ne l'ont pas répercutée sur leurs clients, divisant au contraire les prix de vente par cinq, baisse qui s'est poursuivie jusqu'en 1860, afin de dominer durablement le marché mondial, selon Jean-Pierre Rioux (dans La Révolution industrielle, page 94). Une bonne part des formidables premiers bénéfices du coton de Manchester a ainsi été reportée vers l'avenir. Cette stratégie a été décrite par Max Weber, dans L'Éthique protestante et l'esprit du capitalisme.
Le rachat d’action, qui s’est développé aux États-Unis à la fin des années 1980, puis en Europe dix ans plus tard, n’a rien à voir avec l’intériorisation des bénéfices. Il relève au contraire de l'extériorisation des bénéfices, car il oblige l’entreprise à afficher rapidement des bénéfices, pour injecter de l'argent, en rachetant ses actions, sur le marché boursier, comme elle le ferait avec un dividende. 
En période de croissance faible, et de fiscalité avantageuse du capital, une extériorisation des bénéfices poussée reflète la crainte des dirigeants de l'entreprise qu'elle soit rachetée, ou leur désir d'un moteur auxiliaire à la hausse du cours de Bourse, pour doper leur patrimoine. On peut parler alors de financement de la décroissance.

## L'autofinancement
L’autofinancement permet à une famille actionnaire de rester seule maître à bord. L'investissement où la croissance de l'activité commerciale et ses besoins (stocks, créances clients) sont entièrement financés par des bénéfices. L’entreprise doit donc dégager dès le départ une forte rentabilité, ce qui limite sa marge de manœuvre commerciale. C’est l’approche qui fut privilégiée par la plupart des entreprises françaises jusqu'en 1890, et dans une moindre mesure jusqu'en 1913, dans un pays où le marché boursier était encore peu développé et taillé sur mesure pour les besoins de financement, par des emprunts publics, des guerres de l'empire napoléonien,.  
Le Palais Brongniart n'a ouvert ses portes que le 4 novembre 1826.
L'année précédente, en 1825, un total de 115 sociétés entraient déjà en Bourse de Londres, pour lever 100 millions de sterling, dont 20 millions au sein d'une industrie du chemin de fer encore balbutiante, raconte Fernand Braudel, dans "Civilisation matérielle, économie et capitalisme, XVe – XVIIIe siècle" (page 764). En France, il faut attendre la concession du très rentable Paris-Lille en 1845, accordée à la famille Rothschild, banquière de l'empire, pour assister à une levée de fonds importante. L'indicateur mondial de développement des chemins de fer développé, de l'historien Jean-Pierre Rioux, montre un retard français, qui ne se résorbe que vers 1913, et une avance dans les pays protestants à forte culture boursière. 
Entre 1865 et 1880, lorsque de nouveaux progrès technologiques dans l'acier et la machine à vapeur accélèrent la croissance mondiale, ces secteurs restent sous-représentés à la Bourse de Paris. La production d'acier français creuse ensuite son retard, alors que le convertisseur de Sidney Gilchrist Thomas donnait sa chance au minerai de fer de Lorraine. La France rate aussi le boom des investissements en machine à vapeur, avec 544.000 chevaux en 1880, trois fois moins qu'en Allemagne, les deux pays étant encore à égalité en 1860. 
Dans l’Allemagne du dernier tiers du siècle, les grandes banques comme la Deutsche Bank ont pris l’habitude d’aider les grosses PME comme la toute nouvelle Siemens à franchir certains seuils de développement. Pour éviter qu'un pur autofinancement n'entraîne une trop forte contrainte de rentabilité, les banquiers proposent d'acheter des actions pour leur propre compte, par le biais d'une augmentation de capital.
La France a ensuite connu entre les deux guerres mondiales, comme l'Allemagne, une accélération de sa croissance, le PIB augmentant de 50 % entre 1918 et 1930. L'autofinancement a au même moment fortement décliné, cédant le pas aux augmentations de capital, qui ont triplé selon l'historien Pierre-Cyrille Hautcœur: elles ont représenté 34 % du financement des entreprises sur la période 1919-1936 contre 12 % sur 1890-1913, malgré le krach boursier de 1929.
"Alors que chemins de fer et banques dominent la Bourse vers 1890, l'énergie, puis les producteurs de biens d'investissement y entrent massivement avant 1914, suivies après la guerre par les biens intermédiaires et la consommation, dans chaque cas, les admissions précèdent sensiblement le début d'émissions importantes d'actions", note le chercheur. La création pendant la première guerre mondiale de l'impôt sur le revenu et l'impôt sur les successions a modifié les stratégies des entreprises familiales.

## L'endettement
L’endettement évite aussi de partager le capital avec de nouveaux associés, car il remplace l'augmentation de capital. Il intéresse également l'actionnaire car les intérêts sont fiscalement déductibles, à condition que l’entreprise fasse un bénéfice supérieur aux frais financiers. Mais cette stratégie a ses limites: si la société est encore peu rentable, ou n’a pas d’actifs à mettre en garantie, les banques n’acceptent d’augmenter leur crédit que jusqu’à un certain seuil. Au-delà, il faut plus de fonds propres, par augmentation de capital ou du bénéfice. 
Le coût de l'endettement, les intérêts, est fiscalement déductible mais il exerce une pression sur l'entreprise pour qu'elle affiche un excédent brut d'exploitation plus élevé, également susceptible de garantir, quoi qu'il arrive, aux créanciers le respect du calendrier de remboursement. En cas de faillite, les actifs sont liquidés pour rembourser les créanciers et il ne reste plus rien aux actionnaires. En cas de succès, ceux-ci ont au contraire à partager les bénéfices entre un moins grand nombre d'actions, la dette ayant suppléé à ces actions. Ainsi, l'action d'une entreprise endettée peut monter plus haut mais aussi baisser plus bas: sa volatilité, à court terme comme à moyen terme, est plus forte.
L'endettement est adapté aux entreprises qui sont très rentables car protégées de la concurrence, ou celles qui disposent d'actifs très rassurants pour les banquiers car faciles à revendre. Une énorme crise de surendettement a cependant mis en difficulté en 2002 France Télécom et Vivendi, propriétaires de rentes d’abonnés jugées stables (Canal + et Cégétel pour Vivendi, le téléphone fixe pour France Télécom) mais en réalité exposés à une nouvelle concurrence lors de la progression plus rapide que prévu d’Internet. Dans les années 1970 et 1980, la sidérurgie française, à qui l’État avait imposé la croissance des capacités de production par endettement a été pénalisée par l’envolée des taux d’intérêt consécutive aux chocs pétroliers. Les entreprises publiques (EDF, SNCF) soumises à de lourds programmes d’investissement (nucléaire, TGV) ont aussi vu leur dette faire boule de neige en raison de la persistance de taux d’intérêts élevés en France entre 1973 et 1993.
Lorsque le taux d'endettement est proche de la saturation, l'entreprise devient plus exposée à la faillite. Son cours de Bourse devient aussi plus volatil, ce qui fragilise les petits actionnaires souvent moins bien informés de la marche des affaires que les dirigeants. En 1890, les deux-tiers des compagnies ferroviaires cotées à la Bourse de Paris ont plus de dette que de fonds propres et leur taux moyen d'endettement est proche de 200 %, comme le révèle la thèse de Hautcœur (page 64). C'est l'époque où les épargnants français préfèrent les placements sûrs comme les emprunts de l'État russe, dont une bonne partie a servi à financer le réseau de chemin de fer russe par l'État tsariste, dans un pays qui comme la France avait peu de culture boursière.

## L'augmentation de capital
L’augmentation de capital consiste à créer de nouvelles actions, en échange d’un apport d’argent frais, soit à la création de l’entreprise, soit lorsqu'elle a besoin de grandir, au moment d’investir ou d’accroître la surface commerciale. Dans les périodes où la fiscalité du capital favorise la spéculation, les augmentations de capital sont plus rares et la plupart d'entre elles sont imposées par les banques, au moment où des entreprises endettées et trop peu capitalisées risquent la faillite (Eurotunnel, Alstom, Rhodia, France Télécom). 
Dans cet environnement fiscal, lorsqu’une entreprise va bien, les actionnaires préfèrent éviter de diluer les bénéfices entre un plus grand nombre d’actions. En France, dans les années 1920 et années 1950, après les deux grandes guerres mondiales, le durcissement de la fiscalité sur les bénéfices, les hauts-revenus et les successions a modifié les stratégies financières des entrepreneurs et dopé les augmentations de capital, sans peser sur l'investissement, les actionnaires étant par ailleurs encouragés par les perspectives commerciales liées à la reconstruction du pays. L'autofinancement a reculé, de même que le recours à l'endettement, les épargnants se méfiant plus des obligations après la crise des emprunts russes. Les augmentations de capital se sont faites plus nombreuses.
Le même phénomène s’est produit aux États-Unis en 1992, lorsque Bill Clinton a relevé la taxation du capital et la tranche maximum de l'impôt sur le revenu à 39,6 % (Ronald Reagan l'avait abaissée à 50 % en 1981 puis 25 % en 1986). Les émissions nettes d'actions sont redevenues positives (50 milliards de dollars entre 1991 et 1994). L'impact s'est cependant concentré sur les entreprises de haute-technologie, protégées d'un capital-risque qui vivait son heure de gloire: les petites ont massivement augmenté leur capital et les grandes ont procédé à une forte intériorisation des bénéfices. Un fiscalité globalement favorable aux stock-options a cependant entraîné à la fin des années 1990 pour les secteurs plus traditionnels, aux États-Unis et surtout en Europe, une inversion de tendance, les rachats d'actions prenant largement le pas sur les augmentations de capital, tendance qui s'est encore accentuée dans les années 2000.
L’économie américaine a créé 23 millions d’emplois entre 1992 et 2000, trois fois plus que sur la période 2000 à 2008. À la fin des années 1990, l'impôt levé sur les revenus du capital aux États-Unis était de 41 % en moyenne, contre 29 % en moyenne dans l'Union européenne et 24 % en moyenne en France, relèvent Philippe Labarde et Bernard Maris, dans "La bourse ou la vie" (page 130). La majeure partie des prélèvements en France portent sur le travail, via les cotisations sociales, alors qu'une partie des dépenses de santé et d'assurance-maladie américaines sont financées par l'impôt. Les réformes de George Bush ont cependant abaissé depuis la taxation des revenus du capital.

### Statistiques
En 2012, les entreprises françaises cotées en bourse ont préféré recourir à l'autofinancement que se tourner vers leurs actionnaires via des augmentations de capital, selon des statistiques officielles: elles n'ont levé que 6,9 milliards d'euros par l'intermédiaire d'augmentations de capital. Un montant très inférieur à celui restitués aux actionnaires par les entreprises, qui, pour le seul CAC 40, ont avoisiné 40 milliards d'euros en moyenne entre 2007 et 2012.

## Sources
- Asymétries d'information, coûts de mandat et financement des entreprises françaises, 1890-1936, thèse de doctorat de Pierre-Cyrille Hautcœur, page 8Résumé de la thèse.
- Pierre-Cyrille Hautcœur, Le marché boursier et le financement des entreprises françaises (1890-1939)
- Le marché financier français au XIXe siècle, sous la direction de Georges Gallais-Hamonno .
- La naissance de la Deutschland AG à partir de l'exemple de la Deutsche Bank, Manfred Pohl, président de l’European Association for Banking History (EABH)
- Liêm Hoang-Ngoc Vive l'impôt, Grasset, page 12
- Jean-Pierre Rioux, La Révolution industrielle (1780-1880), Seuil, Paris, 1971.
- Fernand Braudel, Civilisation matérielle, économie et capitalisme, XVe – XVIIIe siècle.
- Patrick Artus,  Le capitalisme est en train de s'autodétruire, la Découverte]
- Patrick Artus "Le pouvoir des actionnaires" problèmes économiques
- Philippe Labarde et Bernard Maris, La bourse ou la vie, 1999.